# Westdeutscher Rundfunk

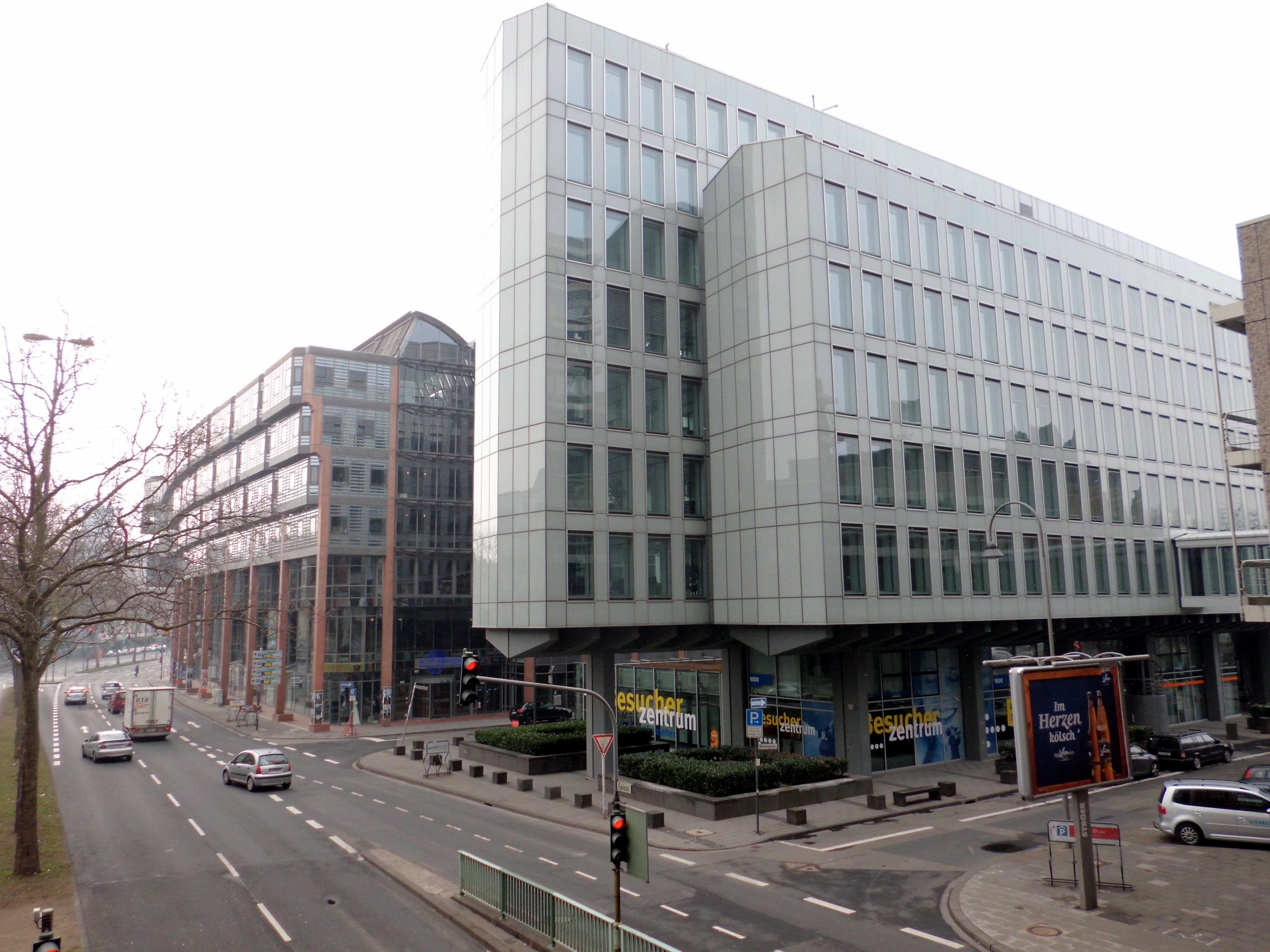
Główna siedziba WDR w Kolonii

Westdeutscher Rundfunk (WDR) – niemieckojęzyczny, publiczny, regionalny nadawca radiowo-telewizyjny. Siedziba główna mieści się w Kolonii. WDR jest członkiem ARD. WDR produkuje jeden kanał telewizyjny (WDR-Fernsehen, dawniejsze nazwy: WDF i West3) i 5 radiowych, przeznaczonych dla różnych kręgów odbiorców. Program WDR adresowany jest przede wszystkim do mieszkańców Nadrenii Północnej-Westfalii, jednak dzięki niekodowanemu przekazowi z satelity Astra dostępny jest również w innych regionach Niemiec i za granicą.
WDR posiada w największych miastach Nadrenii Północnej-Westfalii lokalne studia, które realizują lokalne programy dla stacji radiowych WDR oraz własne wersje magazynu Lokalzeit dla telewizji WDR. Program emitowany jest na żywo, w tzw. paśmie rozłącznym oraz w paśmie wspólnym, w ramach nocnych powtórek. Składa się z lokalnych informacji (Kompakt), rozmów z gośćmi, zapowiedzi wydarzeń kulturalnych (Tipps und Termine), konkursów oraz prognozy pogody.
Westdeutscher Rundfunk powstało w 1955 roku, obok Norddeutscher Rundfunk (NDR), jako efekt rozpadu Nordwestdeutscher Rundfunk (NWDR) na tych dwóch nadawców. Radiofonia rozpoczęła nadawanie 1 stycznia 1956, natomiast telewizja Westdeutsches Fernsehen (WDF), ruszyła 17 grudnia 1965.
Programy lokalne na antenie WDR emitowane są z miast:
- Akwizgran – Lokalzeit aus Aachen
- Bielefeld – Lokalzeit OWL aktuell
- Bonn – Lokalzeit aus Bonn
- Dortmund – Lokalzeit aus Dortmund
- Duisburg – Lokalzeit aus Duisburg
- Düsseldorf – Lokalzeit aus Düsseldorf
- Essen – Lokalzeit Ruhr
- Kolonia (centrala WDR) – Lokalzeit aus Köln
- Münster – Lokalzeit Münsterland
- Siegen – Lokalzeit Südwestfalen
- Wuppertal – Lokalzeit Bergisches Land

## Stacje radiowe
- 1LIVE (1 Live) – profil młodzieżowy, adresowany do słuchaczy w wieku 14–29 lat
- WDR 2 – profil informacyjny, regionalny charakter. muzyka adresowana do grupy wiekowej 30–59 lat
- WDR 3 – profil kulturalny, duży udział muzyki poważnej i jazzu; brak reklam
- WDR 4 – program adresowany do miłośników muzyki ludowej i relaksacyjnej oraz niemieckich przebojów
- WDR 5 – profil informacyjno-publicystyczny, 2 programy dla dzieci; brak reklam
- COSMO – program integracyjny dla obcokrajowców, muzyka międzynarodowa, informacje[a], program realizowany we współpracy z Radio Bremen i Rundfunk Berlin-Brandenburg; brak reklam

Stacje emitowane tylko w wersji cyfrowej w ramach pakietu ARD Digital i radiu cyfrowym DAB:
- 1 Live diggi – muzyka i informacje; brak reklam
- WDR Event(inne języki) – tylko podczas meczów piłki nożnej i debat w parlamencie kraju związkowego i z Bundestagu; brak reklam

Usługa transmisji danych
- WDR Info – mobilne strona internetowa nadawana w radiu cyfrowym DAB na podstawie Multimedia Object Transfer (MOT) zawiera wiadomości, pogodę, informacje o ruchu drogowym i informacje o falach radiowych WDR, m.in. ostatnie 12 utworów muzycznych.

Stacje nieistniejące już:
- WDR 1 – poprzednik 1LIVE
- WDR 2 Klassik – programy z WDR 2 ilustrowane utworami muzyki poważnej
- 1 Live Kunst – radio internetowe, o profilu kulturalnym, z muzyką pop dla wymagających słuchaczy